# Nenenia thoracica
Nenenia thoracica är en skalbaggsart som beskrevs av Blackburn 1897. Nenenia thoracica ingår i släktet Nenenia och familjen långhorningar. Inga underarter finns listade i Catalogue of Life.